# Kent (Washington)
Kent je město v okresu King County ve státě Washington ve Spojených státech amerických. Co do počtu obyvatel je šestým největším městem ve státě Washington, čtvrtým největším městem v metropolitní oblasti Seattlu a celkem 216. největším městem v USA. Sousedí s městem Bellevue a nachází se na trase mezi městy Seattle a Tacoma.
K roku 2020 zde žilo 136 588 obyvatel. S celkovou rozlohou 89 km² byla hustota zalidnění 1 534 obyvatel na km².